# Борисове (озеро)
Бори́сове озеро розташоване в Полтавській області України. Озеро знаходиться у межах Зіньківської міської громади Полтавського району, на південний схід від села Романівка.

## Географія
Борисове озеро розташоване на Полтавській рівнині на висоті 93 метри над рівнем моря. , на лівому березі річки Грунь-Ташані, басейн річки Псел. Це — заплавне озеро. Воно має площу 0.19 км2, протяжність із півночі на південь — 0,6 км, зі сходу на захід — 0,6км. В останні роки береги озеро перетворились у болотисту місцину. Навколо озера розташовані соснові ліси та сільськогосподарські угіддя.
Клімат території озера - східного кліматичного району помірно-континентальної області помірного кліматичного поясу.  Середня температура 7 °C. Кількість опадів від 550 до 600. Середня кількість днів із сніговим покривом від 70 до 80.  Середня температура у січні: -3,7 C°, липні: +21,4 C°.
| Кліматограма Борисове озеро                                          | Кліматограма Борисове озеро | Кліматограма Борисове озеро | Кліматограма Борисове озеро | Кліматограма Борисове озеро | Кліматограма Борисове озеро | Кліматограма Борисове озеро | Кліматограма Борисове озеро | Кліматограма Борисове озеро | Кліматограма Борисове озеро | Кліматограма Борисове озеро | Кліматограма Борисове озеро |
| -------------------------------------------------------------------- | --------------------------- | --------------------------- | --------------------------- | --------------------------- | --------------------------- | --------------------------- | --------------------------- | --------------------------- | --------------------------- | --------------------------- | --------------------------- |
| С                                                                    | Л                           | Б                           | К                           | Т                           | Ч                           | Л                           | С                           | В                           | Ж                           | Л                           | Г                           |
| 0 −7 −13                                                             | 0 −6 −8                     | 0 5 −5                      | 0 16 2                      | 0 26 8                      | 0 26 13                     | 0 28 17                     | 0 28 14                     | 0 22 9                      | 0 13 3                      | 0 2 −1                      | 0 −11 −12                   |
| Середня макс. і мін. температури повітря (°C) Атмосферні опади (мм), |                             |                             |                             |                             |                             |                             |                             |                             |                             |                             |                             |

## Екологія
Озеро Борисове входить до Романівського гідрологічного заказника місцевого значення, який було створено у 1979 році. Озеро є місцем відтворення водоплавної дичини, а також місцем відпочинку для мігруючих птахів. Режим озера регулює рівень ґрунтових вод та формує мікроклімат.